# ترودوفکا
ترودوفکا (به لاتین: Trudovka) یک منطقهٔ مسکونی در روسیه است که در باشقیرستان واقع شده‌است.